# Макилвейн, Чарльз
Чарльз Джозеф «Чарли» Макилвейн старший (англ. Charles Joseph "Charley" McIlvaine Sr.; 6 августа 1903 или 16 августа 1904, Филадельфия, Пенсильвания — 30 января 1975, Ошен-Сити, Нью-Джерси) — американский гребец, выступавший за сборную США по академической гребле в конце 1920-х годов. Чемпион летних Олимпийских игр в Амстердаме, чемпион Европы, победитель и призёр многих регат национального значения.

## Биография
Чарльз Макилвейн родился 6 августа 1903 года в Филадельфии, штат Пенсильвания. Занимался академической греблей в местном филадельфийском атлетическом клубе «Пенн».
Пик его спортивной карьеры пришёлся на 1928 год, когда он вошёл в основной состав американской национальной сборной и благодаря череде удачных выступлений удостоился права защищать честь страны на летних Олимпийских играх в Амстердаме. Вместе с титулованным напарником Полом Костелло обошёл всех своих соперников в программе парных двоек и тем самым завоевал золотую олимпийскую медаль. Также в этот период им с Костелло удалось выиграть несколько медалей в зачёте национальных чемпионатов.
В 1930 году в восьмёрках отметился победой на чемпионате Европы в бельгийском Льеже.
Его сын Чарльз Макилвейн младший тоже занимался академической греблей и стал достаточно успешным загребным, в частности одержал победу в восьмёрках на Панамериканских играх 1955 года в Мехико.
Умер 30 января 1975 года в Ошен-Сити, штат Нью-Джерси, в возрасте 71 года.